# 4611 Vulkaneifel
4611 Vulkaneifel este un asteroid din centura principală, descoperit pe 5 aprilie 1989 de Michael Geffert.